# Nandemonai Kyoki
Nandemonai Kyoki (何でも無い凶器) is het debuut mini-album van Wakusei Abnormal. Het nummer "Tensei" werd gebruikt als ending theme voor NHK-FM Music Line in februari en maart van 2013

## Nummers
| Nr. | Titel                                                  | Duur |
| --- | ------------------------------------------------------ | ---- |
| 1.  | Nusutto (ぬすっと; thief)                              | 2:28 |
| 2.  | Furare Uta (フラレ唄; Breakup Song)                    | 2:12 |
| 3.  | Tsukiyo Kaisuiyoku (月夜海水浴; Moonlight Sea Bathing) | 4:31 |
| 4.  | Inu (犬; Dog)                                          | 3:48 |
| 5.  | Kamisama Gokko (神様ごっこ; Pretended God)             | 5:48 |
| 6.  | Tensei (転生; Reincarnation)                           | 5:50 |